# Болоньетти, Марио
Марио Болоньетти (итал. Mario Bolognetti; 2 февраля 1691, Рим, Папская область — 12 февраля 1756, там же) — итальянский куриальный кардинал. Генеральный казначей Апостольской Палаты со 2 октября 1739 по 9 сентября 1743. Кардинал-дьякон с 9 сентября 1743, с титулярной диаконией Санти-Козма-э-Дамиано с 23 сентября 1743 по 15 мая 1747. Кардинал-дьякон с титулярной диаконией Сан-Никола-ин-Карчере с 15 мая 1747 по 1 февраля 1751. Кардинал-дьякон с титулярной диаконией Санта-Мария-ад-Мартирес с 15 мая 1747 по 1 февраля 1751. 